# Tricoryne humilis
Tricoryne humilis är en grästrädsväxtart som beskrevs av Stephan Ladislaus Endlicher. Tricoryne humilis ingår i släktet Tricoryne och familjen grästrädsväxter. Inga underarter finns listade i Catalogue of Life.